# Vrelo (Pantelej)
Pour les articles homonymes, voir Vrelo.
Vrelo (en serbe cyrillique : Врело) est un village de Serbie situé dans la municipalité de Pantelej et sur le territoire de la ville de Niš, district de Nišava. Au recensement de 2011, il comptait 224 habitants.

## Démographie
| 1948 | 1953 | 1961 | 1971 | 1981 | 1991 | 2002 | 2011 |
| ---- | ---- | ---- | ---- | ---- | ---- | ---- | ---- |
| 416  | 456  | 439  | 400  | 314  | 288  | 287  | 224  |

|  |